# 18293 Pilyugin
18293 Pilyugin là một tiểu hành tinh vành đai chính với chu kỳ quỹ đạo là 1315.4651750 ngày (3.60 năm).
Nó được phát hiện ngày 27 tháng 9 năm 1978.